# Gulliver Get
Gulliver Get（ガリバー ゲット）は日本の音楽バンド。
Being GIZA所属時代は、所属事務所・音楽プロデューサーともビーイング外部であり、ビーイングに依存しない形式でアーティスト活動を行っていた。

## 来歴
- 2001年、山田洋一、山本隆、阪口裕一の3人で結成。当時はインストバンドという形だった。
- 2002年、唯一の女性メンバー、アヤヲが加入。
- 2004年、松本佑亮がドラムで加入（ - 2006年3月4日脱退） RAGでのマンスリーライブを経て、初のワンマンライブを行う。
- 2006年、ドラムに鶴田憲司が加入し、現在に至る。同年3月、関西イベンター グリーンズ新人発掘コンテスト『ぐっVol.4』ベストバンド受賞。7月20日、インディーズアルバム『はちみつの水槽』をリリース。
- 2007年6月13日、シングル『紅い月 〜あの人に愛されますように〜』でGIZA studioよりメジャーデビュー。
- 2010年より、再び、インディーズに戻る形となった。
- 2011年2月26日、解散

## メンバー
- アヤヲ（1981年 - ）
  - ボーカル・作詞担当。
  - 三重県伊賀市出身。三重県立上野高等学校卒業。
- 山田洋一（やまだ よういち、1981年 - ）
  - リーダー。ベース担当。
  - 鳥取県鳥取市出身。
- 山本隆（やまもと たかし）
  - ギター担当。
  - 大阪府出身。
- 阪口裕一（さかぐち ゆういち）
  - サックス担当。
  - 京都府出身。
- 鶴田憲司（つるた けんじ）
  - ドラム担当。
  - 京都府出身。

旧メンバー
- 松本佑亮（まつもと ゆうすけ）
  - ドラム担当（2006年3月4日付で脱退）。

## ディスコグラフィー

### アルバム
1. Gulliver Get 1 〜彩〜（2007年12月12日発売）
2. スタートの青色（2009年2月4日発売）
「スタートの青色」 … KBS京都「熱球Spirits! 高校野球ダイジェスト」イメージソング
「mirror」「薔薇は彼女」「Hello,good-bye」 … 扶桑社「マリカ」“ジャスミンノート”イメージソング

### ミニアルバム
1. episode 〜桜の木の下で〜（2008年3月12日発売）
「桜の木の下で」 … FM三重「Single TOP30」3月度エンディングテーマ

### シングル
1. 紅い月 〜あの人に愛されますように〜（2007年6月13日発売）
2. 街（2007年9月19日発売）
3. 「じゃあね」（2007年11月7日発売）
4. コイニオチタ（2008年10月22日発売）

### インディーズミニアルバム
1. はちみつの水槽（2006年7月20日発売）

### インディーズシングル
1. Talk To Me
2. キノウノトビラ

## ラジオ
- Gulliver Get 〜MACHIARUKI〜（α-STATION 日曜21:30 - 22:00）2007年7月 -